# Bareunmiraedang
Ne doit pas être confondu avec Parti de la vertu.
Le Bareunmiraedang (traduit par parti Bareun Mirae signifiant « Parti de la vertu et de l’avenir »), forme de romanisation révisée (hangeul : 바른미래당 ; hanja : 바른未來黨), est un parti politique de Corée du Sud, actif de 2018 à 2020.
Classé au centre voire au centre-droit de l’échiquier politique, il est issu de la fusion du Gungminuidang (Parti du peuple) et du Bareunjeongdang (Parti politique de la vertu).

## Histoire
Le parti est officiellement lancé le 13 février 2018.